# Batán (piedra de moler)

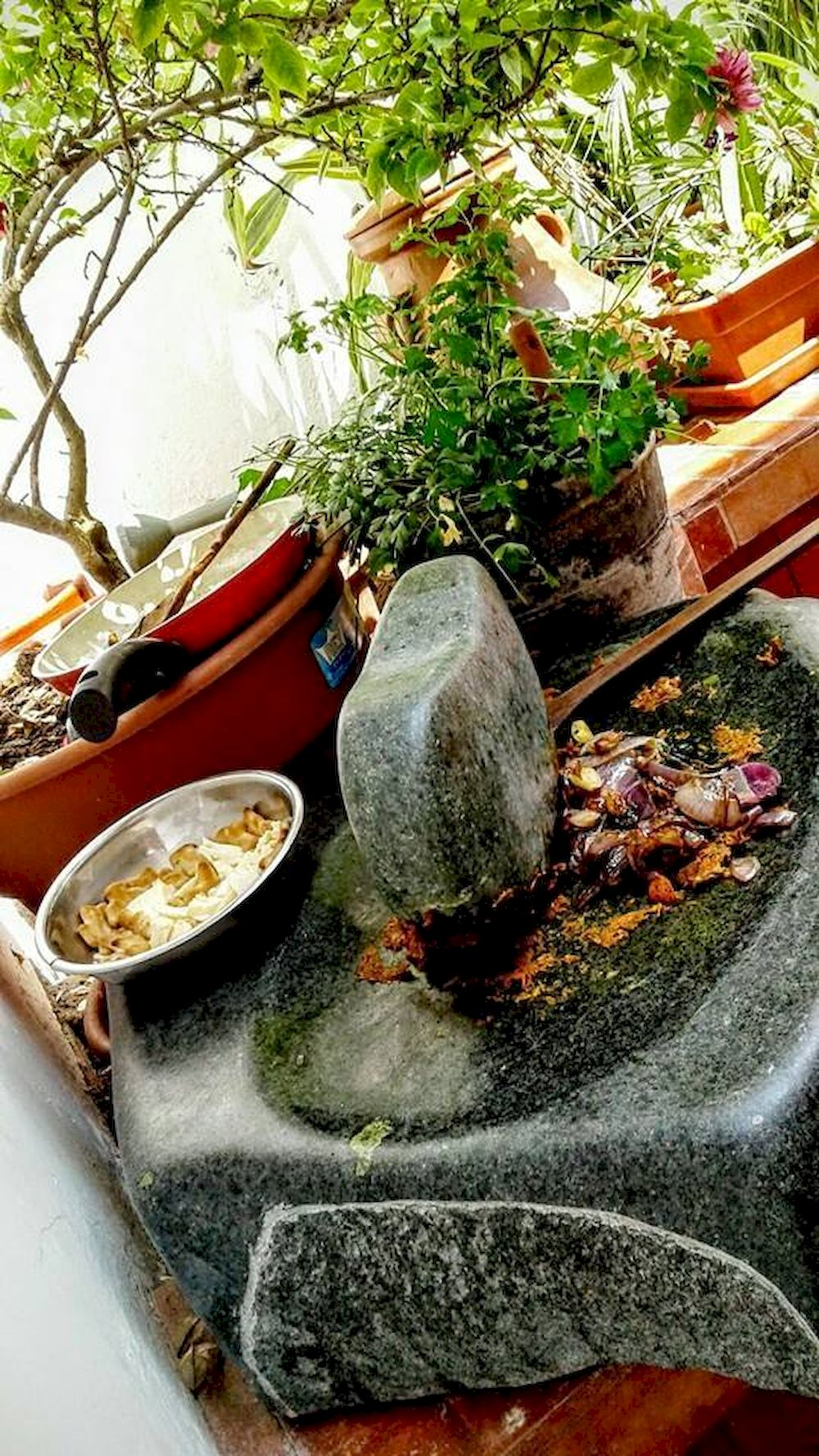
Batán usado para hacer ocopa.

El batán o maray es un objeto lítico prehistórico  usado en Perú, Bolivia  y el norte de Chile. Se lo conoce también como pecana en algunas regiones del sur occidental de Bolivia y del norte de Argentina.

## Características
Consta de una piedra plana mayor que puede llegar a unos 40 cm de alto y hasta 60 cm de diámetro o lado, el batán mismo; y una piedra para moler llamada uña o mama y a veces mano en Perú pero no se confundan. La más pequeña es llamada wawa. La uña se sostiene con ambas manos y se mece sobre los alimentos. Según lo que se quiera hacer con él, se sostiene el peso de la uña ligeramente sobre el batán, se le deja ejercer su peso o se presiona. También se modulan los movimientos al moler. El molido se puede hacer en seco o con agua o aceite.

## Bolivia

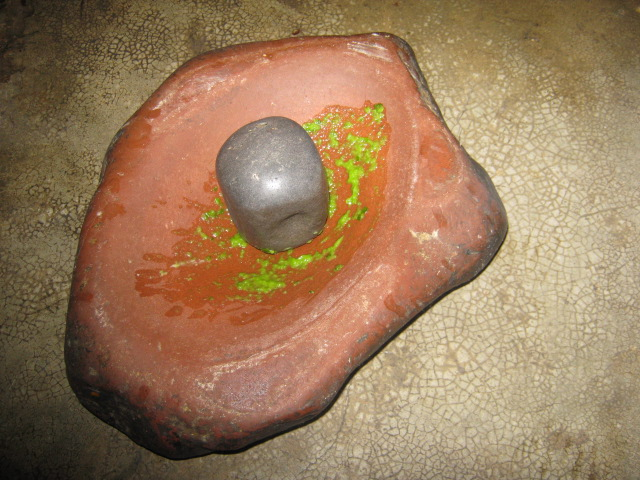
Batán de mano con ají

Muchos tipos de alimentos son procesados de esta manera en las viviendas del occidente boliviano, se extendió a los departamentos de Tarija y parte de Santa Cruz. El uso más común es para moler la llajwa. Para la población de esta zona la llajwa hecha en batán tiene un sabor superior a la preparada en licuadora. Se usa también, entre otras cosas para descascarar los granos de su salvado, para limpiar la quinua de su alcaloide, para romper (chanka en quechua) granos, aplastar y trizar la papa lisa e incluso para hacer harina en pequeñas cantidades. Su uso es tan prevalente que incluso en modernos edificios de departamentos en la ciudad de La Paz se cuenta con un pequeño batán incorporado en el amoblado de cocina.

## Perú
En el Perú, el uso del batán se extiende a muy diversos componentes de platos donde se requieran granos o hierbas molidas o trituradas (maní, albahaca, pasta de ají, etc.). En los hogares andinos se preparan muchos platos diferentes utilizando esta técnica de molido, tanto en áreas rurales como urbanas. Los aficionados a la cocina tradicional prefieren preparar la ocopa empleando un batán.

### Costa norte
En Piura se le denomina batán a una pieza de madera de algarrobo y la pieza pequeña coyoya o mushca. 

### Sierra
- Norte:

En Ayabaca el batán es la juntana. También se utiliza para la elaboración del picante de cuy.
En Cajamarca existen batanes de menores dimensiones denominados batán ajicero. La pieza grande se le denomina paltancha, mientras que la pequeña es el chungo.
- Sur:

En la zona sur del país se utilizan batanes para preparar salsas de ají, como rocoto o huacatay, para acompañar a la pachamanca.

### Selva
En la selva los batanes son elaborados de madera, y se utilizan principalmente para elaborar tacacho y el juane.